# Cynthia Montgomery
Cynthia A. Montgomery (* 1952) ist eine US-amerikanische Wirtschaftswissenschaftlerin und Hochschullehrerin.

## Werdegang, Forschung und Lehre
Montgomery studierte zunächst Psychologie und Philosophie am Chatham College, an dem sie 1974 als Bachelor of Arts graduierte. Anschließend wechselte sie an die Purdue University, an sie zwei Jahre später ein Wirtschaftswissenschaftsstudium als Master of Science abschloss. Drei Jahre später beendete sie ihr Ph.D.-Studium an der Hochschule, ehe sie als Dozentin an die University of Michigan wechselte. 1985 folgte sie einem Ruf als Professorin an die Northwestern University, bei der sie an der Kellogg School of Management forschte und lehrte. 1989 wechselte sie an die Harvard Business School.
Montgomerys Arbeits- und Forschungsschwerpunkte liegen im Bereich Strategie und Corporate Governance, dabei setzt sie sich insbesondere mit Fragestellungen zur Unternehmensführung und zu Unternehmen mit verschiedenen Geschäftszweigen auseinander. Hierzu hat sie bereits fünf Bücher verfasst bzw. (mit-)herausgegeben.
Sie saß in den Aufsichtsräten von zwei Fortune-500-Unternehmen, namentlich bei Newell Brands und UnumProvident, sowie bei diversen Non-Profit-Organisationen.